# スタージョン湖 (カワーサレイクス)

カワーサレイクス内のスタージョン湖の位置

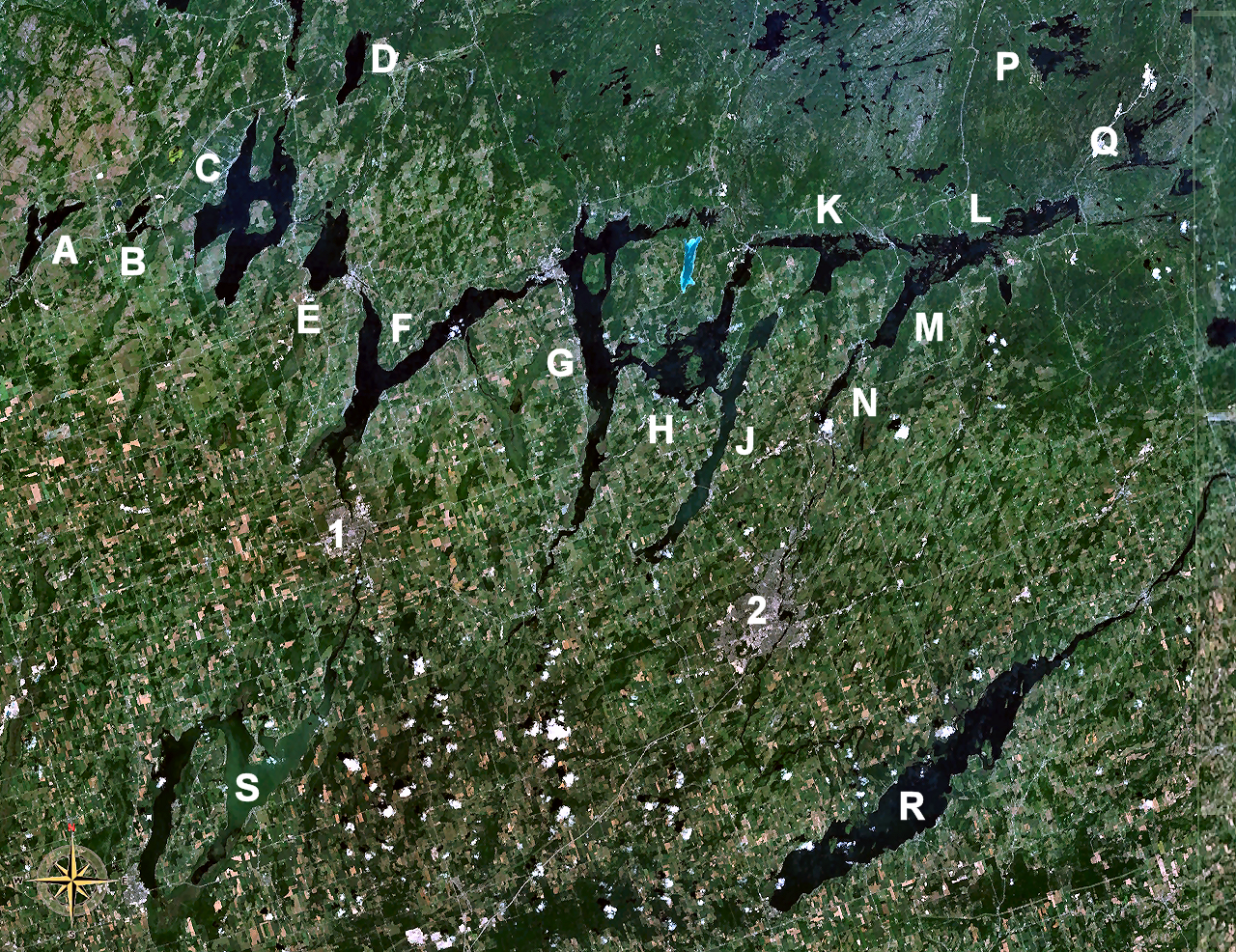
カワーサ湖群、Fがスタージョン湖

スタージョン湖 (Sturgeon Lake) はカナダのオンタリオ州カワーサレイクスにある湖。カワーサ湖群の湖のひとつ。
Y字型をした湖で、北西、北東、南端、中央付近にそれぞれフェネロンフォールズ、ボブケイジョン、リンジー、スタージョンポイントがある。南端から北東端までは約25km。標高246m。
トレント・セバーン水路の一部である。北西端にはキャメロン湖からのフェネロン川、南端にはスカゴッグ湖からのスカゴッグ川、中央付近には南からエミリー・クリークが注ぐ。北東端からボブケイジョン川が二つの水路で東のピジョン湖へ流出する。